# Tomás Porto
Tomás Porto y del Vado es un historietista español (Madrid, 1918–2003).

## Biografía
Tomás Porto inició su carrera en "Pichi".
Durante la guerra civil española, trabajó para el Comissariat de Propaganda, siendo castigado con dos años de cárcel.
A partir de 1941 creó multitud de series para revistas como "Chicos" y "El Coyote", además de un cuaderno de aventuras propio, Los Tres Mosqueteros.
Desde 1973 se dedicó sobre todo a la adaptación de clásicos literarios para la colección "Joyas Literarias Juveniles".

## Obra
| Años | Título                      | Guionista                | Tipo       | Publicación                                   |
| ---- | --------------------------- | ------------------------ | ---------- | --------------------------------------------- |
| 1942 | Man Lung                    |                          | Serial     | Chicos                                        |
| 1942 | Aventuras Célebres          |                          | Serial     | Cliper                                        |
| 1942 | Películas Famosas           |                          | Serie      | Cliper                                        |
| 1942 | Los Tres Mosqueteros        | Tomás Porto              | Serial     | Cliper                                        |
| 1943 | Venganza en el País sin Ley | Javier de Olavide        | Serie      | Chicos                                        |
| 1943 | Los doce viajes del año     | V. García                | Monografía | Ameller                                       |
| 1944 | El Terror de los Andes      |                          | Serie      | Chicos                                        |
| 1945 | La Secta del Dios Llameante |                          | Serie      | Chicos                                        |
| 1948 | Sucedió en...               |                          | Serie      | Nicolás                                       |
| 1948 | La Isla Ignorada            |                          | Serie      | Chicos                                        |
| 1973 | Taras Bulba'                | José Antonio Vidal Sales | Monografía | Bruguera: Joyas Literarias Juveniles, núm. 73 |